# John Fitzpatrick
John Fitzpatrick (Birmingham, 9 juni 1943) is een Brits voormalig autocoureur. In 1966 werd hij kampioen in het British Saloon Car Championship. Hij won de 24 uur van Daytona in 1976 en de 12 uur van Sebring in 1980.

## Carrière
Fitzpatrick begon zijn autosportcarrière in 1960, toen zijn vader hem een Mini 850 voor zijn zeventiende verjaardag gaf. Hij sloot zich aan bij de Shenston Motor Club en reed een aantal rally's als amateurcoureur. In 1962 reed hij zijn eerste circuitraces. In 1963 won hij het BRSCC 500 Club Championship, waarna hij van Mini Cooper een uitnodiging kreeg om deel te nemen aan een testsessie. De test bleek succesvol en hij kreeg een contract als fabriekscoureur van Cooper.
In 1964 werd Fitzpatrick achter Jim Clark tweede in het British Saloon Car Championship voor het fabrieksteam Mini Cooper. In 1965 behaalde hij zijn eerste overwinning op het Crystal Palace Circuit voor het Team Broadspeed. In 1966 stapte dit team over naar een Ford Anglia. Fitzpatrick won zes races en werd uitgeroepen tot kampioen. Een jaar later behaalde hij zeven zeges en werd hij achter Frank Gardner tweede in de eindstand. Tot 1971 wist hij elk jaar races te winnen en in 1970 werd hij derde in het klassement.
Na 1971 stapte Fitzpatrick over naar de enduranceracerij. In 1972 won hij met Hans Heyer en Rolf Stommelen de 6 uur van de Nürburgring Nordschleife, een race uit het European Touring Car Championship. In 1972 en 1974 behaalde hij de titel in het Europese GT-kampioenschap. In 1976 behaalde hij zijn eerste zege in het World Sportscar Championship (WSC) tijdens de 6 uur van Silverstone, een kampioenschap waarin hij tot 1981 in totaal tien races zou winnen. In 1976 behaalde hij ook de zege in de Bathurst 1000.
Internationaal gezien behaalde Fitzpatrick zijn grootste zeges in 1976, toen hij met Peter Gregg en Brian Redman de 24 uur van Daytona won, en in 1980, toen hij met Dick Barbour zegevierde in de 12 uur van Sebring. Tevens nam hij in totaal tien keer deel aan de 24 uur van Le Mans, waarin hij weliswaar nooit op het algehele podium eindigde, maar in 1975, 1980 en 1982 wel drie klasse-overwinningen behaalde. Ook werd hij in 1980 kampioen in de GTX-klasse van de IMSA GT.
In 1981 richtte Fitzpatrick zijn eigen raceteam John Fitzpatrick Racing op, waarvoor hij in het WSC en in de IMSA GT uitkwam. In de daaropvolgende drie jaren won hij in totaal acht races voor zijn eigen team. In 1983 overleed Rolf Stommelen bij een ongeluk in de IMSA GT-race op de Riverside International Raceway in een auto van John Fitzpatrick Racing. De race werd gewonnen door de andere auto van het team, met Fitzpatrick, David Hobbs en Derek Bell achter het stuur. Naar aanleiding van dit ongeluk beëindigde Fitzpatrick korte tijd later zijn eigen racecarrière, na een overwinning in de 1000 kilometer van Brands Hatch. Zijn team bleef nog tot 1986 voortbestaan en behaalde enige successen, voordat hij alle bezittingen verkocht. Hij bleef wel actief in de autosport en was tussen 1992 en 2000 directeur en secretaris van de British Racing Drivers' Club.